# Aluminium(I)-chlorid
Aluminium(I)-chlorid ist eine anorganische chemische Verbindung des Aluminiums aus der Gruppe der Chloride.

## Vorkommen
Aluminium(I)-chlorid wurde im Kohlenstoffstern IRC+10216 nachgewiesen.

## Gewinnung und Darstellung
Aluminium(I)-chlorid kann durch Reaktion von Aluminium mit Chlorwasserstoff bei Temperaturen um 1000 °C gewonnen werden. Leitet man den entstehenden Aluminium(I)-chlorid-Dampf in ein kaltes Lösungsmittel wie Benzol ein, kann die Verbindung einige Zeit aufbewahrt werden.

## Eigenschaften
Aluminium(I)-chlorid ist eine instabile chemische Verbindung. Als Feststoff existiert sie nicht, da sie sofort unter Disproportionierung in Aluminium und Aluminium(III)-chlorid zerfällt.

## Verwendung
Aluminium(I)-chlorid kann zur Herstellung von Aluminiumsuborganylverbindungen (wie zum Beispiel Aluminiummonochloridetherat) verwendet werden.
Es dient auch als Zwischenprodukt bei der Herstellung und Reinigung von Aluminium aus Erzen wie Bauxit.
{\displaystyle \mathrm {Al_{2}O_{3}+3\ C+Cl_{2}\longrightarrow 2\ AlCl+3\ CO} }
{\displaystyle \mathrm {AlCl_{3}+2\ Al\leftrightharpoons 3\ AlCl} }